# Selenipedium
Die Frauenschuhgattung Selenipedium gehört zur Pflanzenfamilie der Orchideen (Orchidaceae). Die etwa neun Arten sind von Zentralamerika bis zum nördlichen Teil Südamerikas verbreitet.

## Beschreibung

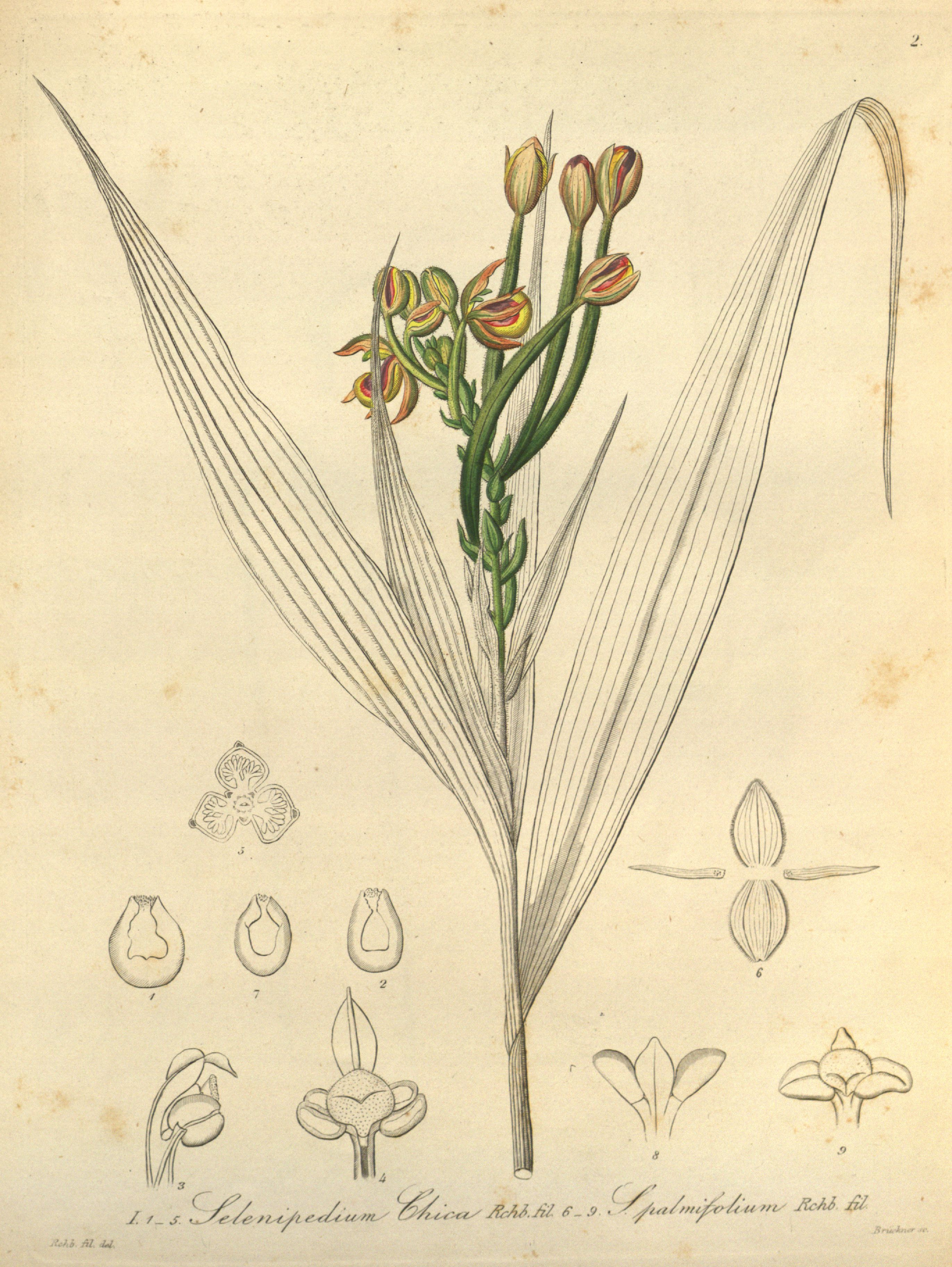
Illustration von Selenipedium chica und Selenipedium palmifolium

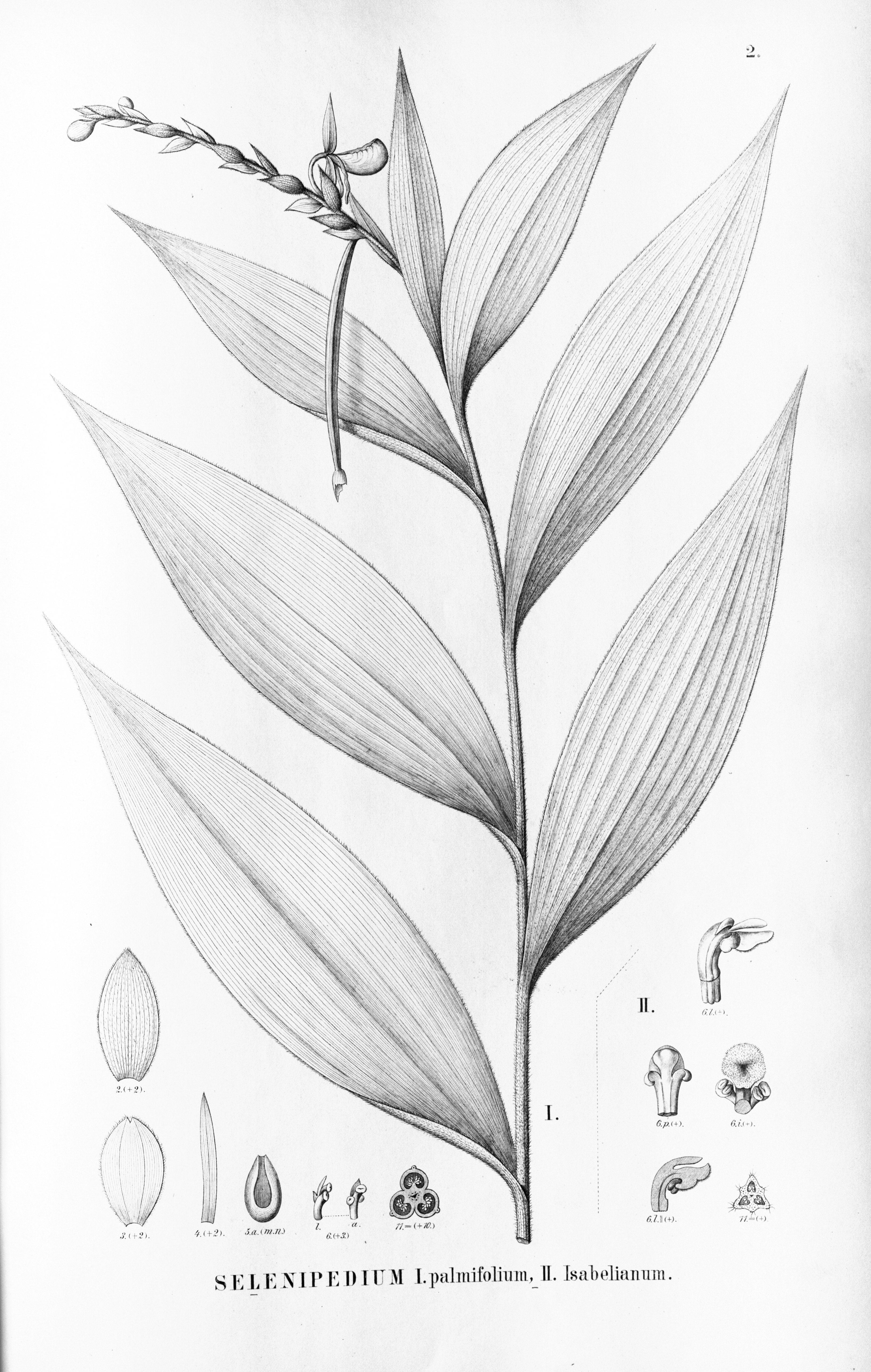
Illustration von Selenipedium palmifolium (1–5) und Selenipedium isabelianum (6–9)

### Vegetative Merkmale
Es handelt sich um terrestrisch wachsende, ausdauernde krautige Pflanzen. Die Wurzeln sind faserig, das Velamen radicum besteht aus nur einer Zellschicht, Wurzelhaare fehlen. Aus einem kurzen, fleischigen, stärkespeichernden Rhizom entspringen die aufrechten oder bogig überhängenden Stängel. Die 2 bis 5 Meter langen Stängel lehnen sich, wie Spreizklimmer, an umgebende Pflanzen an. Sie sind einfach oder verzweigt, am Grund etwas verholzt.
Die Laubblätter sind von dünner Textur, breit bis schmal lanzettlich geformt, spitz zulaufend, entlang der zahlreichen Blattadern gefältelt (plikative Knospenlage). Das Laubblatt geht in eine den Stängel umfassende Blattscheide über, es gibt kein Trenngewebe zum Blattgrund. Die Laubblätter sind glatt oder behaart, am Rand oft bewimpert.

### Generative Merkmale
Der endständige, traubige oder wenig verzweigte Blütenstand ist behaart. Die Tragblätter sind behaart. Der behaarte Blütenstandsstiel ist kurz. Die behaarte Blütenstandsachse enthält locker zahlreiche Blüten. Die resupinierten Blüten öffnen sich rasch hintereinander.
Die zwittrigen Blüten sind zygomorph und dreizählig. Der kurz gestielte, behaarte Fruchtknoten ist zylindrisch, recht schlank, dreikammrig mit axialer Plazentation. Sepalen und Petalen sind abgespreizt. Die Außenseite der Sepalen sind behaart. Das dorsales Sepal steht aufrecht, es ist mehr oder weniger konkav geformt. Die seitlichen Sepalen sind zu einem Synsepal verwachsen, dieses ist ähnlich dem dorsalen Sepal geformt, aber kleiner, recht tief konkav, an der Spitze zweizähnig. In der Knospe liegen die Sepalen valvat. Die freien Petalen sind mehr oder weniger linealisch-länglich. Die Lippe ist schuhförmig, aufgeblasen, mit keilförmiger Basis, der Rand rund um die Öffnung ist einwärts gewandt. Die Lippe ist größer als das Synsepal. Die Säule ist eher kurz und zylindrisch. Die Säule trägt zwei fruchtbare Staubblätter sowie ein unfruchtbares (Staminodium). Die beiden Staubblätter befinden sich seitlich der Narbe, sie sind kurz gestielt, rundlich, zweikammrig und enthalten den pudrigen oder klebrigen Pollen. Das Staminodium steht am Ende der Säule, es ist normalerweise länger als die Narbe, die Form ist artabhängig. Die Narbe ist sehr kurz gestielt, nach unten weisend, dreieckig geformt.
Die zylindrische bis spindelförmige Kapselfrüchte ist längs mit drei Rippen versehen. Die Blütenhüllblätter bleiben noch lange haften. Die Früchte verströmen einen Vanille-Duft. Die rundlichen Samen besitzen eine harte Samenschale.

## Standorte
Die meisten Arten gedeihen im Flachland, nur Selenipedium steyermarkii wurde bis in Höhenlagen von 1800 Metern angetroffen.

## Systematik, botanische Geschichte und Verbreitung

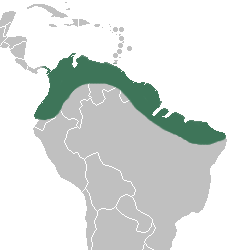
Verbreitung von Selenipedium

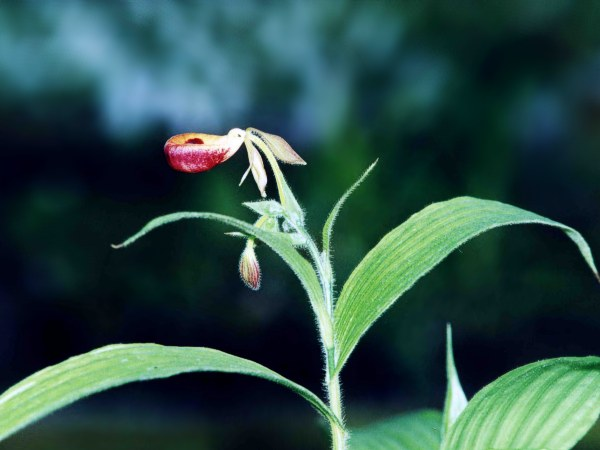
Selenipedium palmifolium

Selenipedium wurde 1854 von Heinrich Gustav Reichenbach in den Zeitschriften Bonplandia (Band 2, Seite 166) und Xenia orchidacea (Band 1, Teile 1, Seite 3) erstbeschrieben. Der Gattungsname Selenipedium setzt sich zusammen aus selene für „Mond“ oder „Halbmond“, sowie pedilon, „Schuh“. Er bezieht sich auf die halbkreisförmig gebogenen Ränder der Lippe.
Innerhalb der Unterfamilie Cypripedioideae stellt Selenipedium die basale Gruppe dar:
|  | Paphiopedilum                                                |
|  |                                                              |
|  | \| \| Phragmipedium \| \| \| \| \| \| Mexipedium \| \| \| \| |
|  |                                                              |
|  | Phragmipedium                                                |
|  |                                                              |
|  | Mexipedium                                                   |
|  |                                                              |

|  | Phragmipedium |
|  |               |
|  | Mexipedium    |
|  |               |

|  | Paphiopedilum                                                |
|  |                                                              |
|  | \| \| Phragmipedium \| \| \| \| \| \| Mexipedium \| \| \| \| |
|  |                                                              |
|  | Phragmipedium                                                |
|  |                                                              |
|  | Mexipedium                                                   |
|  |                                                              |

|  | Phragmipedium |
|  |               |
|  | Mexipedium    |
|  |               |

|  | Paphiopedilum                                                |
|  |                                                              |
|  | \| \| Phragmipedium \| \| \| \| \| \| Mexipedium \| \| \| \| |
|  |                                                              |
|  | Phragmipedium                                                |
|  |                                                              |
|  | Mexipedium                                                   |
|  |                                                              |

|  | Phragmipedium |
|  |               |
|  | Mexipedium    |
|  |               |

|  | Paphiopedilum                                                |
|  |                                                              |
|  | \| \| Phragmipedium \| \| \| \| \| \| Mexipedium \| \| \| \| |
|  |                                                              |
|  | Phragmipedium                                                |
|  |                                                              |
|  | Mexipedium                                                   |
|  |                                                              |

|  | Phragmipedium |
|  |               |
|  | Mexipedium    |
|  |               |

Das Verbreitungsgebiet erstreckt ist neotropisch. Es reicht von Panama über Venezuela und Kolumbien bis nach Ecuador, im Nordosten werden Trinidad, die Guayanas und der Nordosten Brasiliens besiedelt. Die Verbreitung ist nur lückenhaft dokumentiert.
Die etwa neunSelenipedium-Arten sind:
- Selenipedium aequinoctiale Garay: Sie kommt in Ecuador vor.[1]
- Selenipedium buenaventurae (Szlach. & Kolan.) P.J.Cribb: Sie kommt nur im nordwestlichen Kolumbien vor.[1]
- Selenipedium chica Rchb. f. & Warsz.: Dieser Endemit kommt nur im westlichen Panama vor.[1]
- Selenipedium dodsonii P.J.Cribb: Die 2015 erstbeschriebene Art kommt nur im nördlichen Ecuador vor.[1]
- Selenipedium isabelianum Barb.Rodr.: Sie kommt in den brasilianischen Bundesstaaten Pará und Bahia vor.[1]
- Selenipedium olgae Szlach. & Kolan.: Sie wurde 2016 aus Kolumbien erstbeschrieben.[1]
- Selenipedium palmifolium (Lindl.) Rchb. f. & Warsz.: Sie kommt von der Insel Trinidad bis ins nördliche Brasilien vor.[1]
- Selenipedium steyermarkii Foldats: Sie kommt vom südöstlichen Venezuela bis Guayana und im brasilianischen Bundesstaat Roraima vor.[1]
- Selenipedium vanillocarpum Barb.Rodr.: Sie kommt im brasilianischen Bundesstaat Goiás vor.[1]

## Belege
Die Informationen dieses Artikels stammen überwiegend aus:
- Leslie A. Garay: 225 (1). Orchidaceae (Cypripedioideae, Orchidoideae and Neottioideae). In: Gunnar Harling, Benkt Sparre (Hrsg.): Flora of Ecuador. Band 9, 1978, ISSN 0347-8742, S. 12–13.
- Alec M. Pridgeon, Phillip J. Cribb, Mark W. Chase, Finn N. Rasmussen (Hrsg.): Genera Orchidacearum. General Introduction, Apostasioideae, Cypripedioideae. Band 1. Oxford University Press, New York und Oxford 1999, ISBN 0-19-850513-2, S. 132–137.